# 郭富城舞林密碼世界巡迴演唱會
郭富城舞林密碼世界巡迴演唱會是香港男歌手郭富城第十一次於香港紅館舉行的個人售票演唱會，是繼《郭富城舞臨盛宴世界巡迴演唱會》後相隔三年再次於紅館舉行演唱會。主辦機構為小美工作室，合辦機構大國文化藝人管理有限公司 ，太陽娛樂演唱會有限公司 ，湯臣國際娛樂有限公司，由 AIA贊助。

## 簡介
郭富城舞林密碼世界巡迴演唱會是郭富城第十次於紅磡香港體育館舉行的個人演唱會，主題曲為《舞士精神》。演唱會舉行日期為 2016年8月21日-28日，9月1-4日，6-8日(共十五場)。是次演唱會的影音產品錄影日期為2016年8月27日，9月4日及8日。開場時間為2016年8月21日-28日，9月1-4日，6-8日晚上8:15。

## 發售
演唱會第一至第八場於2016年5月30日至6月5日作東亞銀行信用卡預訂，優先預訂全數售罄。第一至第八場及第九至十二場加場門票於6月22日於城市售票網公開發售，公開發售售票首天每人每次限購票六張。8月9日加開第十三至十五場於城市售票網公開發售，售票首天每人每次限購票十張。票價分三種，分別為港幣$980、$580和$380。

## 巡演地點
| 日期              | 城市       | 國家/地區 | 場地                       | 場數 | 附註                               |
| ----------------- | ---------- | --------- | -------------------------- | ---- | ---------------------------------- |
| 亞洲              |            |           |                            |      |                                    |
| 2016年8月21-28日  | 香港       | 香港      | 紅磡體育館                 | 15   |                                    |
| 2016年9月1-4日    | 香港       | 香港      | 紅磡體育館                 | 15   | 第一度加場                         |
| 2016年9月6-8日    | 香港       | 香港      | 紅磡體育館                 | 15   | 第二度加場                         |
| 2018年11月24-25日 | 广州       | 中国      | 寶能國際體育演藝中心       | 2    |                                    |
| 2018年12月8日     | 武漢       | 中国      | 武汉光谷国际网球中心       | 1    |                                    |
| 2018年12月22日    | 南京       | 中国      | 青奧體育公園體育館         | 1    |                                    |
| 2018年12月31日    | 紹興       | 中国      | 紹興奧林匹克體育中心體育館 | 1    |                                    |
| 2019年1月18-19日  | 澳門       | 澳門      | 金光綜藝館                 | 2    |                                    |
| 2019年3月16日     | 深圳       | 中国      | 寶安體育中心體育場         | 1    |                                    |
| 2019年5月11日     | 上海       | 中国      | 梅賽德斯奔馳文化中心       | 1    |                                    |
| 2019年6月1-2日    | 北京       | 中国      | 凱迪拉克中心               | 2    |                                    |
| 2019年6月15日     | 徐州       | 中国      | 奧體中心體育場             | 1    |                                    |
| 2019年6月22日     | 珠海       | 中国      | 珠海市體育中心體育場       | 1    |                                    |
| 2019年7月20日     | 湛江       | 中国      | 湛江奧體中心體育場         | 1    |                                    |
| 2019年9月13-14日  | 臺北       | 中華民國  | 台北小巨蛋                 | 2    |                                    |
| 2019年10月19-20日 | 澳門       | 澳門      | 新濠影滙綜藝館             | 2    | 郭富城 舞林密碼 夢幻距離2.0 演唱會 |
| 2020年2月1日      | 拉斯維加斯 | 美国      | 美高梅大酒店花園體育館     | 1    |                                    |
| 2020年2月8日      | 康州       | 美国      | 康州金神體育館             | 1    |                                    |

## 表演曲目

### 香港站
| Part 1 - 激流黑宇宙 - 舞士精神 - 最激帝國 Part 2 - 圓舞傳說 - 神經 - 純真傳說 - 風裡密碼 Part 3 - 悟 - 遊園驚夢 - 就是孫悟空 - 永遠愛不完 Part 4 - 一個人的舞曲 - 有效日期 - 狂野之城 - 火熱動感La La La - 木偶襲地球 - 絕對美麗 | Part 5 - 妖獸大都會 - 化妝舞會 - 複製靈魂 - 你是未來 - 對你愛不完 - I Love You So太愛妳 Part 6 - 盜夢空間 - 失憶(諒解)備忘錄 Part 7 - 最愛 - 雨中感歎號 - 不老的情歌 - 愛的呼喚 - 臨行 Part 8 - 寒戰心曲 - 鐵幕誘惑 - 唱這歌 - 這夜心情 |

### 中國/澳門站
| Part 1 - 激流黑宇宙 - 舞士精神 - 最激帝國 Part 2 - 圓舞傳說 - 神經 - 純真傳說 - I Love You So 太愛妳 Part 3 - 悟 - 遊園驚夢 - 就是孫悟空 - 強 Part 4 - 一個人的舞曲 - Para Para Sakura - 分享爱/有效日期 - 狂野之城 - 動起來 | Part 5 - 花花水世界 - 你是未來 - 絶對美麗 - 對你愛不完 - 永遠愛不完 Part 6 - 盜夢空間 - 失憶(諒解)備忘錄 Part 7 - 最愛 - 我是不是該安靜的走開 - 我為何讓你走 - 當我知道你們相愛 - 到底有誰能夠告訴我 - 不老的情歌 - 愛的呼喚 Part 8 - 寒戰心曲 - 鐵幕誘惑 - 唱這歌 - 好想說聲謝謝你 |

### 台北站
| Part 1 - 激流黑宇宙 - 舞士精神 - 最激帝國 Part 2 - 圓舞傳說 - 神經 - 純真傳說 - I Love You So 太愛妳 Part 3 - 悟 - 遊園驚夢 - 就是孫悟空 - 強 Part 4 - 一個人的舞曲 - Para Para Sakura - 有效日期 - 狂野之城 - 動起來 | Part 5 - 花花水世界 - 說聲我愛你 - 夢難留 - 心現在還在跳 - 絶對美麗 - 對你愛不完 - 永遠愛不完 Part 6 - 盜夢空間 - 失憶(諒解)備忘錄 Part 7 - 最愛 - 我是不是該安靜的走開 - 我為何讓你走 - 當我知道你們相愛 - 到底有誰能夠告訴我 - 不老的情歌 - 月亮代表我的心 - 愛的呼喚 Part 8 - 寒戰心曲 - 鐵幕誘惑 - 唱這歌 - 好想說聲謝謝你 |

### 康州站
| Part 1 - 激流黑宇宙 - 舞士精神 - 最激帝國 - I Love You So太愛妳 (國語版) Part 2 - 悟 - 遊園驚夢 - 就是孫悟空 - 強 Part 3 - 一個人的舞曲 - Para Para Sakura (國語版) - 有效日期 - 狂野之城 - 分享愛 | Part 4 - 花花水世界 - 你是未來 - 絶對美麗 (國語版) - 對你愛不完 - 永遠愛不完 Part 5 - 盜夢空間 - 失憶(諒解)備忘錄 Part 6 - 最愛 - 我是不是該安靜的走開 - 到底有誰能夠告訴我 - 不老的情歌 - 愛的呼喚 Part 7 - 寒戰心曲 - 唱這歌 - 好想說聲謝謝你 |

## 演唱會紀念品
- Figure 1 舞臨盛宴小王子
- Figure 2 黑武士
- Figure 3 金像獎最佳男主角A
- Figure 4 金像獎最佳男主角 B
- Figure 5 銀閃 Opening
- Figure 6 踏血尋梅臧Sir
- Figure 7 寒戰2劉處長
- Tote Bag 6款
- Tote Bag 限定版2款
- Jewelry Tatto A
- Jewelry Tatto B
- Travel Adapter
- Bluetooth Speaker
- Phone Ring
- PowerBank
- Color Pencils